# 扎瓦季夫卡 (文尼察州)
48°30′55″N 29°32′47″E / 48.51528°N 29.54639°E
扎瓦季夫卡（烏克蘭語：Завадівка），是烏克蘭中部的村落，隸屬文尼察州海辛區索博利夫卡市鎮，始建於1650年，面積0.18平方公里，海拔高度166米，2001年人口698，人口密度每平方公里3,921.35人。